# Bondo Breguzzo
Bondo Breguzzo è stato un comune italiano in provincia di Trento.

## Storia
Fu istituito nel 1928 dall'unione di Bondo e Breguzzo. Nel 1929 cambia nome in Arnò, ma due anni dopo torna alla vecchia denominazione. Nel 1947 il comune cessa di esistere e vengono ricostituiti i comuni di Bondo e Breguzzo.